# Bermudy na Letnich Igrzyskach Olimpijskich 1968
Bermudy na Letnich Igrzyskach Olimpijskich 1968 reprezentowało 6 zawodników, byli to sami mężczyźni.

## Skład reprezentacji

### Lekkoatletyka
- Tony Harper
  - Bieg na 400 m - odpadł w 1 rundzie eliminacyjnej

- Jeff Payne
  - Bieg na 1500 m - odpadł w 1 rundzie eliminacyjnej

### Żeglarstwo
- Jay Hooper
  - Klasa Star - 24. miejsce

- Penny Simmons, Kirk Cooper i Richard Belvin
  - Klasa Dragon - 13. miejsce